# کارلتون کیوس
کارلتون کیوس (انگلیسی: Carlton Cuse؛ زادهٔ ۲۲ مارس ۱۹۵۹) یک فیلم‌نامه‌نویس و تهیه‌کننده اهل ایالات متحده آمریکا است.
از فیلم‌ها یا برنامه‌های تلویزیونی که وی در آن نقش داشته است می‌توان به رویاهای شیرین اشاره کرد.